# Wuxue
Wuxue (chiń. upr. 武穴市; chiń. trad. 武穴市; pinyin Wǔxué Shì) – miasto na prawach powiatu w południowej części prefektury miejskiej Huanggang w prowincji Hubei w Chińskiej Republice Ludowej. Według danych z 2010 roku, liczba mieszkańców miasta wynosiła 644247.